# Dominik Kozłowski
Dominik Kozłowski (ur. 14 czerwca 1993) – polski sztangista rywalizujący głównie w kategorii do 56 kg. Brązowy medalista Mistrzostw Europy. Wielokrotny medalista Mistrzostw Polski oraz rekordzista w rwaniu w kat.56 kg
Kozłowski czterokrotnie brał udział w mistrzostwach Europy – w 2014 wynikiem 232 kg zajął 11. pozycję w kategorii do 56 kg, rok później w tej samej rywalizacji uplasował się na 9. miejscu, uzyskując rezultat 240 kg, w 2016 zajął 8. pozycję w kategorii do 56 kg, z wynikiem 235 kg a w 2017 zajął wpierw czwartą pozycję, następnie po dyskwalifikacji jednego z zawodników będącego na dopingu, znalazł się na trzecim miejscu z wynikiem  241 kg. Wielokrotnie zdobywał medale mistrzostw Polski – między innymi w 2014, 2015, 2016 zwyciężał w kategorii do 56 kg.